# Bugula tschukotkensis
Bugula tschukotkensis is een mosdiertjessoort uit de familie van de Bugulidae. De wetenschappelijke naam van de soort is voor het eerst geldig gepubliceerd in 1952 door Kluge.